# Thiếu sinh quân Việt Nam Cộng hòa
Trường Thiếu sinh quân (1956-1975) là một cơ sở đào tạo nam thiếu niên trên hai phương diện: Văn hóa Phổ thông và Cơ bản Quân sự của Việt Nam Cộng hòa. Trường được đặt trực thuộc Bộ Quốc phòng. Tiêu chí của trường là đào tạo và huấn luyện cho lớp thiếu niên khi ra trường sẽ trở thành binh sĩ, hạ sĩ quan, sĩ quan cho Quân lực Việt Nam Cộng hòa hoặc trở thành những kỹ sư, bác sĩ, giáo viên v.v... để phục vụ trong quân đội. Tóm lại, đây là một cơ sở giáo dục cũng giống như những cơ sở giáo dục khác của Việt Nam Cộng hòa nhưng có phần huấn luyện quân sự nên được gọi là Học đường Quân sự.
Thánh Tổ: Hoài Văn Hầu Trần Quốc Toản.

## Lịch sử hình thành
Vào thời Pháp thuộc, triều đại Vua Thành Thái. Năm 1899, Toàn quyền Đông Dương Paul Doumer ký nghị định ngày 21 tháng 11 năm 1899, cho hai đơn vị Quân đội Bảo hộ Pháp tại Hà Nội và Sài Gòn được thành lập 2 Toán Thiếu sinh quân. Nhân số Thiếu sinh quân vào thời kỳ này, mỗi Toán chỉ có 10 người. Từ đó tại những nơi khác các Toán Thiếu sinh quân lần lượt được thành lập. Nhân số Thiếu sinh quân được thu nhận cũng được tăng lên từ 10 đến 20 rồi 50 cho mỗi Toán. Khi nhân số của từng nơi tăng lên thành số nhiều, các Toán được đổi thành Trường.
Ở Miền Bắc có các trường Thiếu sinh quân: Móng Cái, Núi Đèo, Đáp Cầu. Phủ Lạng Thương, Việt Trì, Hà Nội. Miền Trung có trường Thiếu sinh quân Huế (Ban đầu tọa lạc ở thành Mang Cá, sau dời vào Thành nội Huế). Miền Nam có các trường Thiếu sinh quân Đông Dương (tại Vũng Tàu), Thủ Dầu Một, Đa Kao (tại Gia Định), Thành Ô Ma (Sài Gòn), Đà Lạt, Ban Mê Thuột và Mỹ Tho. Về phương pháp huấn luyện và điều hành của các Trường, đều rập theo khuôn mẫu của các Trường Thiếu sinh quân của Quân đội Pháp tại nước Pháp.
Vào thời điểm đầu thập niên 1950 trên toàn Việt Nam có 7 trường TSQ phân phối như sau:
1. - Trường TSQ Đệ nhất Quân khu ở Gia Định
2. - Trường TSQ Đệ nhị Quân khu ở Huế
3. - Trường TSQ Đệ tam Quân khu ở Hà Nội
4. - Trường TSQ Đệ tứ Quân khu ở Ban Mê Thuột
5. - Trường TSQ Móng Cái (Hải Ninh) dành cho sắc dân Nùng
6. - Trường TSQ Đà Lạt của Quân đội Pháp
7. - Trường TSQ Đông Dương của Quân đội Pháp ở Cap Saint Jacques (Vũng Tàu)

Năm 1954, sau Hiệp định Geneve. Các trường Thiếu sinh quân miền Bắc được di chuyển vào Nam sáp nhập vào trường Thiếu sinh quân Mỹ Tho. Tuy nhiên, giai đoạn này rất căng thẳng vì Phái bộ Viện trợ Hoa Kỳ không có ngân khoản dự trù dành cho các trường Thiếu sinh quân, nên đã đề nghị với Bộ Quốc phòng Việt Nam Cộng hòa cho giải tán tất cả sáu trường ở miền Nam, chỉ giữ lại trường Đông Dương ở Vũng Tàu. Nhưng vào giờ phút chót, Tổng thống Ngô Đình Diệm và Trung tướng Lê Văn Tỵ quyết định duy trì các trường Thiếu sinh quân này.
Cuối tháng 5 năm 1956, Tổng thống Diệm chỉ thị cho tướng Lê Văn Tỵ Tổng Tham mưu trưởng Quân đội, tập trung sáu trường hiện hữu (gồm 1.350 học viên) và di chuyển tất cả về Vũng Tàu nhập vào trường Đông Dương. Ngày 1 tháng 6 năm 1956, Thiếu sinh quân hợp nhất, đồng thời chính thức với danh xưng "Trường Thiếu sinh quân Việt Nam" và trở thành một Quân trường có tầm vóc Quốc gia. Ngân khoản đài thọ cho trường Thiếu sinh quân được trích ra từ ngân khoản của quân đội.

## Phù hiệu
Thanh kiếm bạc đặt trên nền màu xanh, đầu thanh kiếm chỉ thẳng lên ba ngôi sao sáng trên trời và dưới thanh kiếm có ba chữ Nhân, Trí, Dũng
Ý nghĩa trên phù hiệu như sau:
-Thanh kiếm bạc:
Biểu dương tinh thần thượng võ, dũng cảm và uy quyền của người chỉ huy
-Nền xanh:
Nền trời màu xanh, màu trẻ trung, hy vọng và đầy nhiệt huyết
-Ba chữ Nhân, Trí, Dũng:
-Nhân: Là một đạo đức lớn bao trùm trên hết các đạo làm người
-Trí: Là óc thông minh biết xét đoán người và việc
-Dũng: Là sự can trường, đảm lược.
Tóm lại: Nhân, Trí, Dũng là sống làm sao cho đúng đạo làm người.

## Tuyển sinh

### Đối tượng
Trường thiếu sinh quân thu nhận các con em của quân nhân thuộc Chủ lực quân, Địa phương quân, Nghĩa quân và Cảnh sát Quốc gia. Đặc biệt, ưu tiên cho các con của tử sĩ, thương phế binh và cựu quân nhân. Tuổi của các em khi thu nhận là từ 12 đến 15 (trước năm 1956 nhận các em từ 10 tuổi).

## Đào tạo và Huấn luyện

### Văn hóa
Chương trình giáo dục Phổ thông, bắt đầu là hệ Trung học đệ nhất cấp: các lớp đệ thất, đệ lục, đệ ngũ, đệ tứ, rồi đến Trung học đệ nhị cấp: các lớp đệ tam, đệ nhị, đệ nhất. Học viên được thu nhận vào trường là những học sinh đã có bằng Tiểu học. Cuối niên học lớp đệ tứ sẽ thi lấy bằng Trung học. Tiếp đến học lên đệ nhị cấp; cuối niên học lớp đệ nhị thi lấy bằng Tú tài phần I, xong lớp đệ nhất thi lấy bằng Tú tài II. Tuy nhiên, trường cũng linh động thu nhận các em ở tuổi 12 đang học lớp nhất của hệ Tiểu học, các em này học xong lớp nhất sẽ tiếp tục học lên Trung học đệ nhất cấp như những học viên khác.
Vào niên học 1971-1972, trường Thiếu sinh quân có từ lớp 5 đến lớp 12 gồm hai mươi bảy lớp chia ra: một lớp 5, ba lớp 6, bốn lớp 7, bảy lớp 8, năm lớp 9, bốn lớp 10, hai lớp 11 và một lớp 12.
Trường dạy văn hóa dựa theo chương trình của Bộ Quốc gia Giáo dục. Thành phần giáo viên gồm đa số giáo chức đã tốt nghiệp Đại học Sư phạm phải thi hành nghĩa vụ công dân. Các giáo chức này sau khi tốt nghiệp tại trường Sĩ quan Trừ bị Thủ Đức được bổ sung làm giáo viên cho trường Thiếu sinh quân. Vào các kỳ thi Tú tài I và II, các học viên thi đậu với tỷ lệ rất cao.
Các học viên học văn hóa phổ thông đến năm 18 tuổi nếu không thi đậu bằng Tú tài I thì phải ra trường theo học các khóa hạ sĩ quan. Các học viên thi đậu Tú tài I sẽ được học đến năm 20 tuổi để thi lấy bằng Tú tài II, rồi theo học sĩ quan ở các trường Võ bị: Hải, Lục, Không quân hoặc các trường Đại học Y khoa, Luật khoa, Khoa học...

### Quân sự
Chương trình rèn luyện Quân sự áp dụng cho các học viên là chương trình căn bản của người tân binh được chia làm 4 giai đoạn:
-Giai đoạn chuẩn bị: Đối với tuổi từ 12 đến 14
-Giai đoạn 1: Đối với tuổi 15
-Giai đoạn 2: Đối với tuổi 16
-Giai đoạn 3: Đối với tuổi từ 17 trở lên
Trong phần quân sự, các học viên học tổng quát về quân phong, quân kỷ, cơ bản thao diễn, chiến thuật, vũ khí, tổng quát... tuỳ theo mỗi giai đoạn. Mục đích chuẩn bị cho các học viên có một căn bản vững vàng khi vào các trường sĩ quan hoặc hạ sĩ quan.

### Võ thuật
Song song với chương trình học văn hóa và quân sự, hàng tuần các học viên được huấn luyện Taekwondo xen kẽ với giờ huấn luyện thể chất. Các Võ sư Đại Hàn đảm trách hướng dẫn từ năm 1965 đến năm 1971. Tính đến thời điểm năm 1967, đã có 20 học viên đậu huyền đai đệ nhất đẳng. Các học viên này giúp các Võ sư Đại Hàn trong chương trình huấn luyện thường nhật.

## Sinh hoạt
Trường Thiếu sinh quân là một trong những Quân trường đẹp nhất của Việt Nam Cộng hòa. Trong khuôn viên của trường được xây dựng với ba ngôi nhà lầu ba tầng tọa lạc trên một khu đất có diện tích rộng rãi. Bao gồm các phòng ăn, phòng ngủ dành cho học viên thật khang trang và đầy đủ tiên nghi. Hội trường rộng lớn cùng nhiều giảng đường, phòng học, thư viện, câu lạc bộ, nhà tiếp tân. Trong trường có nhiều bãi và sân tập. Về phương diện Tôn giáo, trong trường có nhà thờ Công giáo và Niệm Phật đường.

## Thành quả
Trong tổ chức Quân lực Việt Nam Cộng hòa có các quân trường:
-Trường Võ bị Quốc gia Đà Lạt: Huấn luyện và đào tạo cho quân đội những sĩ quan hiện dịch, chuyên nghiệp.
-Trường Võ khoa Thủ Đức: Huấn luyện và đào tạo cho quân đội những sĩ quan trừ bị.
-Trường Hạ sĩ quan Đồng Đế: Huấn luyện và đào tạo cho quân đội những sĩ quan, hạ sĩ quan hiện dịch và trừ bị.
Duy nhất chỉ có một quân trường đã đào tạo cho quân đội mà về sau họ đã trở thành những quân nhân ưu tú, trong đó có các hạ sĩ quan xuất sắc, các sĩ quan chỉ huy giỏi và nổi tiếng (không những là các sĩ quan cấp úy, cấp tá mà còn có cả các tướng lĩnh nữa). Đó là Trường Thiếu sinh quân VNCH.
Từ ngày Trường Thiếu sinh quân (TSQ) được chính thức thành lập (từ 1/6/1956 đến 30/4/1975). Trải qua 19 năm, có thể nói là thời kỳ "cực thịnh" của Thiếu sinh quân VNCH. Kể cả giai đoạn đầu, khi mới thành lập những Toán Thiếu sinh quân (1899) cho đến 1975. Trường Thiếu sinh quân đã đào tạo và cung ứng cho quân đội và Quốc gia 6.000 người con ưu tú. Những cán bộ quân sự chuyên nghiệp cho quân đội có trình độ văn hóa bậc Đại học, điển hình như sau:
-Tốt nghiệp từ trường Võ bị Quốc gia, với văn bằng Cử nhân Khoa học Thực nghiệm có: Cựu TSQ Đặng Phương Thành, cựu TSQ Nguyễn Ngọc Ánh và một số các huynh đệ khác cùng khóa.
-Tốt nghiệp Sư phạm với văn bằng Đại học Sư phạm. Sau khi tốt nghiệp, một số cựu TSQ được điều động trở về "trường mẹ" làm giáo viên văn hóa, tiếp tục hướng dẫn và đào tạo các lớp đàn em.
-Tốt nghiệp Đại học Luật khoa với văn bằng Cử nhân Luật. Được Bộ Ngoại giao tuyển dụng để trở thành những Tuỳ viên quân sự cho các Sứ quán VNCH tại các nước Đồng minh trên thế giới.
-Tốt nghiệp Đại học Quân y hoặc Đại học Y khoa với văn bằng Y khoa Bác sĩ. Được bổ dụng phục vụ trong các Quân, Dân y viện hoặc điều động phục vụ ngành quân y cho các đơn tác chiến, đơn vị yểm trợ của quân đội.
Trước ngày 30/4/1975, còn có các cựu TSQ giữ chức vụ Tỉnh trưởng, đó là cựu TSQ Hồ Ngọc Cẩn (Tỉnh trưởng kiêm Tiểu khu trưởng Chương Thiện), cựu TSQ Nguyễn Ngọc Ánh (Nguyên Tỉnh trưởng kiêm Tiểu khu trưởng Bình Tuy)...

## Sĩ quan VNCH xuất thân từ Thiếu sinh quân
| Stt | Họ và tên (Thời gian sống)                        | Tốt nghiệp Trường Sĩ quan             | Cấp bậc     | Chức vụ sau cùng                                         | Chú thích |
| --- | ------------------------------------------------- | ------------------------------------- | ----------- | -------------------------------------------------------- | --------- |
|     | Cấp tướng                                         |                                       |             |                                                          |           |
| 1   | Lê Văn Tỵ (1904-1964)                             | Võ bị Frejus, Pháp                    | Thống tướng | Tổng tham mưu trưởng                                     |           |
| 2   | Nguyễn Hữu Có (1925-2012)                         | Võ bị Huế K1                          | Trung tướng | Cố vấn Tổng tham mưu trưởng                              |           |
| 3   | Nguyễn Văn Là (1918-1990)                         | Võ bị Tông Sơn Tây                    | Trung tướng | Tổng tham mưu phó                                        |           |
| 4   | Đào Duy Ân (1932)                                 | Võ bị Đà Lạt K4                       | Thiếu tướng | Tư lệnh phó Quân đoàn III                                |           |
| 5   | Trương Quang Ân (1932-1968)                       | Võ bị Đà Lạt K4                       | Thiếu tướng | Tư lệnh Sư đoàn 23 Bộ binh                               |           |
| 6   | Hoàng Văn Lạc (1927-2014)                         | Võ bị Huế K2                          | Thiếu tướng | Tư lệnh phó Lãnh thổ Quân khu 1                          |           |
| 7   | Nguyễn Văn Quan (1910-1969)                       | Sĩ quan Đặc biệt, Pháp                | Thiếu tướng | Giám đốc Nha An ninh Quân đội                            |           |
| 8   | Đoàn Văn Quảng (1923-1982)                        | Võ bị Lục quân, Pháp                  | Thiếu tướng | Chỉ huy trưởng Trung tâm Huấn luyện Quốc gia Quang Trung |           |
| 9   | Nguyễn Văn Vận (1905-1999)                        | Võ bị Tông Sơn Tây                    | Thiếu tướng | Tổng Thư ký Thường trực Bộ Quốc phòng                    |           |
| 10  | Lý Tòng Bá (1931-2015)                            | Võ bị Đà Lạt K6                       | Chuẩn tướng | Tư lệnh Sư đoàn 25 Bộ binh                               |           |
|     | Cấp tá (Tiêu biểu)                                |                                       |             |                                                          |           |
| 11  | Hồ Ngọc Cẩn (1938-1975)                           | Sĩ quan Đặc biệt Hiện dịch Đồng Đế K2 | Đại tá      | Tỉnh trưởng Tiểu khu trưởng Chương Thiện                 |           |
| 12  | Đặng Phương Thành (1940-1976)                     | Võ bị Đà Lạt K16                      | Đại tá      | Trung đoàn trưởng Trung đoàn 12 SĐ 7 Bộ binh             |           |
| 13  | Huỳnh Văn Tư Võ bị Địa phương Cap Saint Jacques   |                                       | Đại tá      | Quân trấn trưởng Sài Gòn - Gia Định                      |           |
| 14  | Nguyễn Văn Ưng Võ bị Địa phương Cap Saint Jacques |                                       | Đại tá      | Trưởng ban Thanh tra Cục Quân Cụ                         |           |

## 1975
Trường Thiếu sinh quân trong suốt quá trình 19 năm chính thức tồn tại, đã hoàn thành sứ vụ đào tạo cho Quốc gia nhiều nhân tài và cung ứng cho Quân lực VNCH rất nhiều quân nhân xuất sắc.
Cũng như các Quân trường của Quân lực trên toàn VNCH, trường Thiếu sinh quân đã chấm dứt nhiệm vụ vào ngày xảy ra biến cố 30/4/1975.

## Chỉ huy trưởng qua các thời kỳ
| Stt | Họ và tên                                         | Cấp bậc  | Tại chức  | Chú thích                                                   |
| --- | ------------------------------------------------- | -------- | --------- | ----------------------------------------------------------- |
| 1   | Phan Như Hiên Võ bị Đà Lạt K3                     | Thiếu tá | 1956-1958 | Chỉ huy trưởng đầu tiên. Cấp bậc sau cùng: Đại tá           |
| 2   | Nguyễn Văn Bích Võ bị Huế K2                      | Thiếu tá | 1958-1960 | Cấp bậc sau cùng: Đại tá Cục phó Cục Chính huấn             |
| 3   | Nguyễn Luỹ Võ bị Đà Lạt K5                        | Thiếu tá | 1960-1963 | Giải ngũ cùng cấp                                           |
| 4   | Huỳnh Văn Tư Võ bị Địa phương Cap Saint Jacques   | Đại tá   | 1963-1965 | Giải ngũ cùng cấp                                           |
| 5   | Nguyễn Văn Kiên Võ khoa Thủ Đức                   | Trung tá | 1965-1967 | Giải ngũ cùng cấp                                           |
| 6   | Nguyễn Văn Ưng Võ bị Địa phương Cap Saint Jacques | Đại tá   | 1967-1970 | Giải ngũ cùng cấp                                           |
| 7   | Hồ Nhựt Quan Võ bị Đà Lạt K5                      | Đại tá   | 1971-1973 | Thuyên chuyển về Tổng cục Quân huấn. Ngày 1/3/1975 giải ngũ |
| 8   | Ngô Văn Doanh Võ khoa Thủ Đức                     | Trung tá | 1973-1975 | Chỉ huy trưởng sau cùng                                     |